# Llista d'alqueries del País Valencià

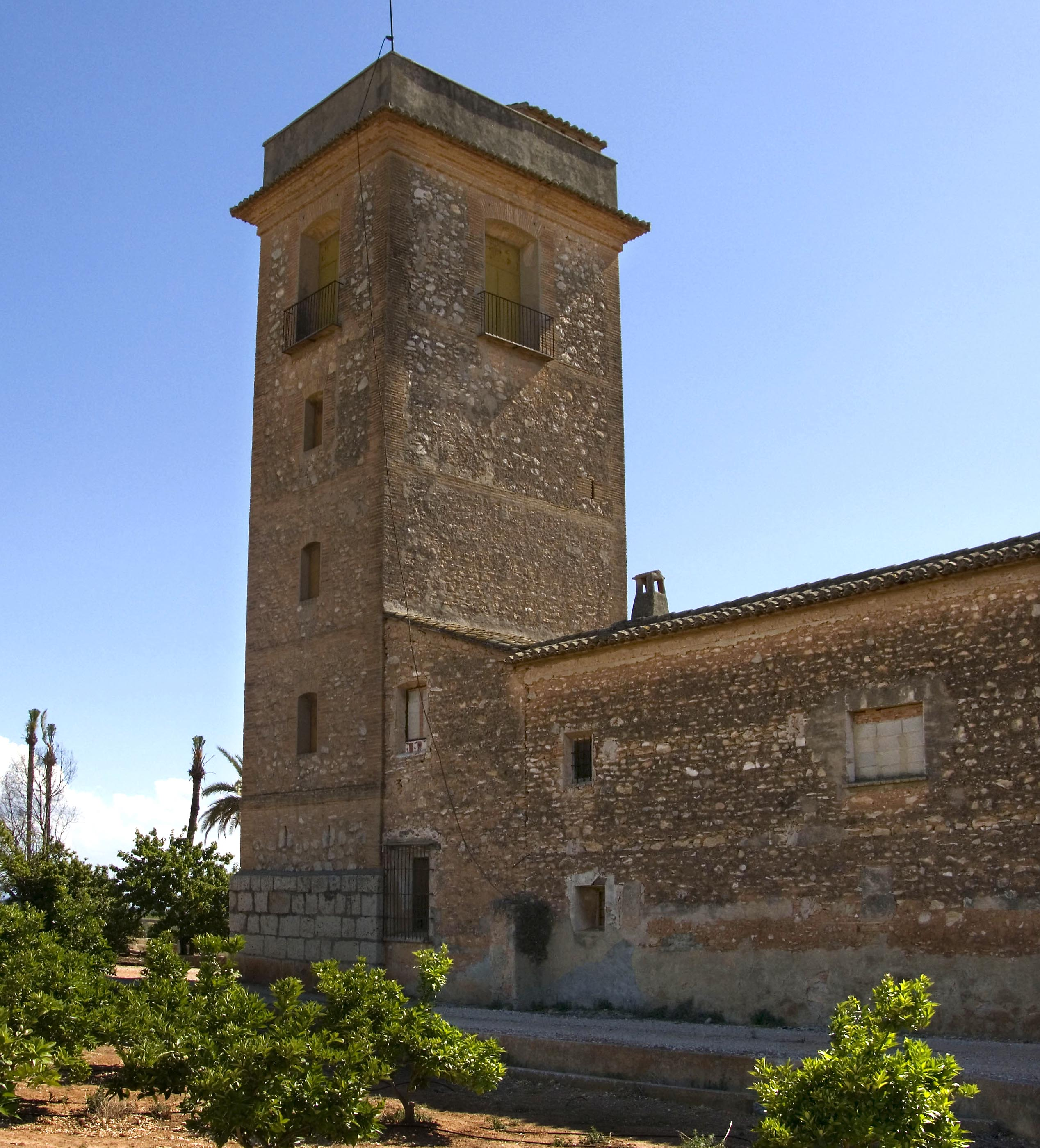
Alqueria Torre Borrero

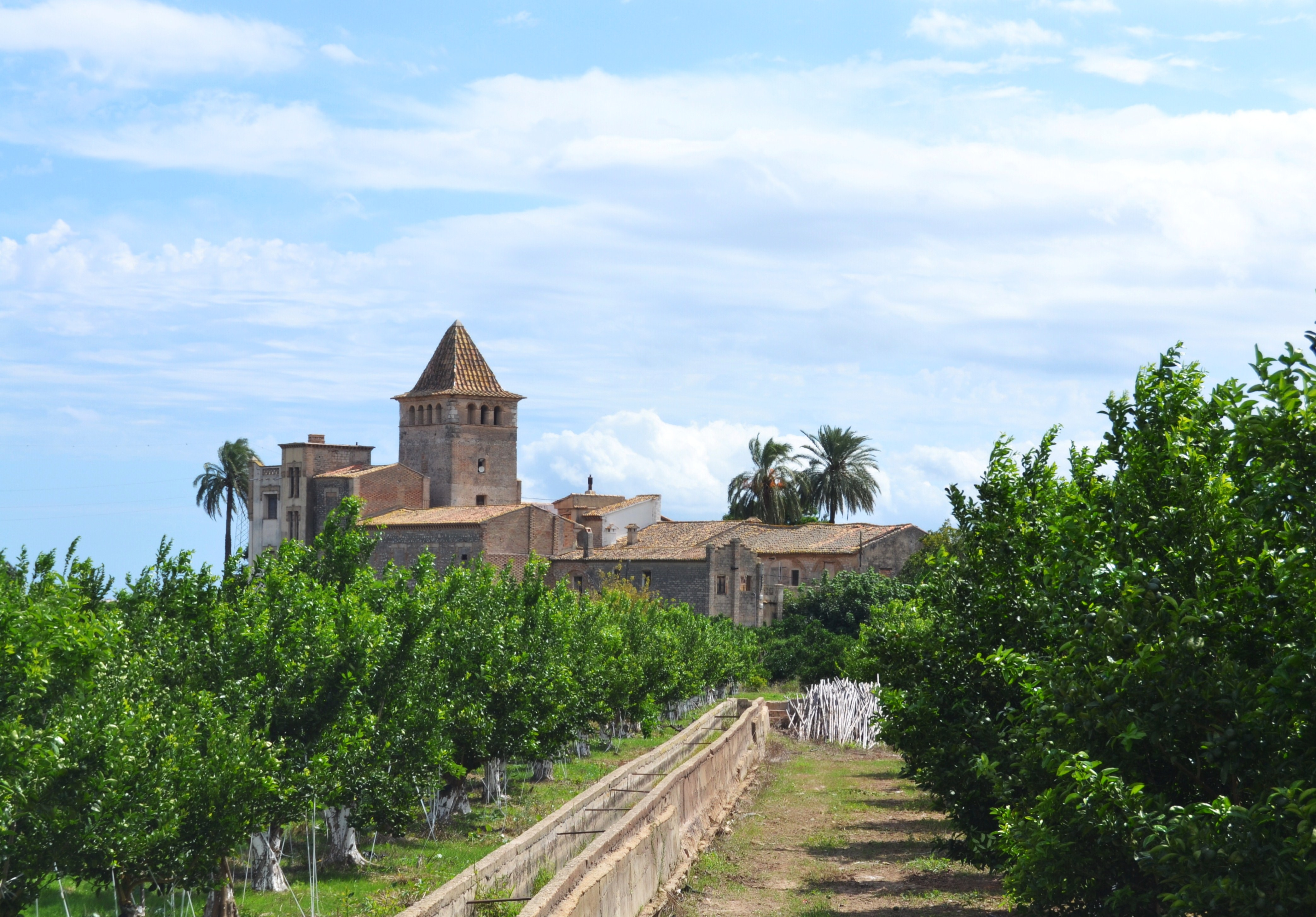
Alqueria fortificada Torre dels Pares

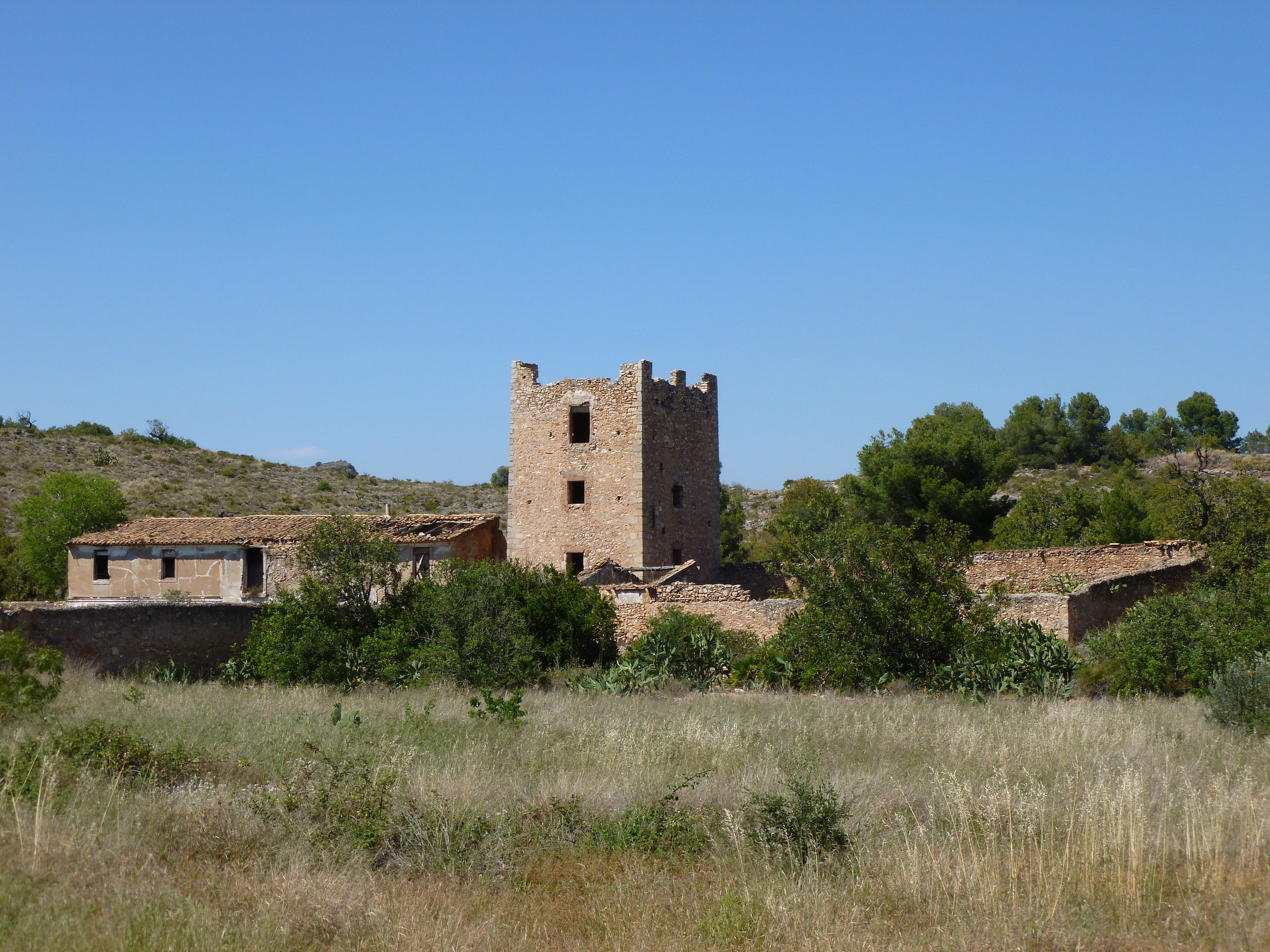
Alqueria de l'Aigua Fresca

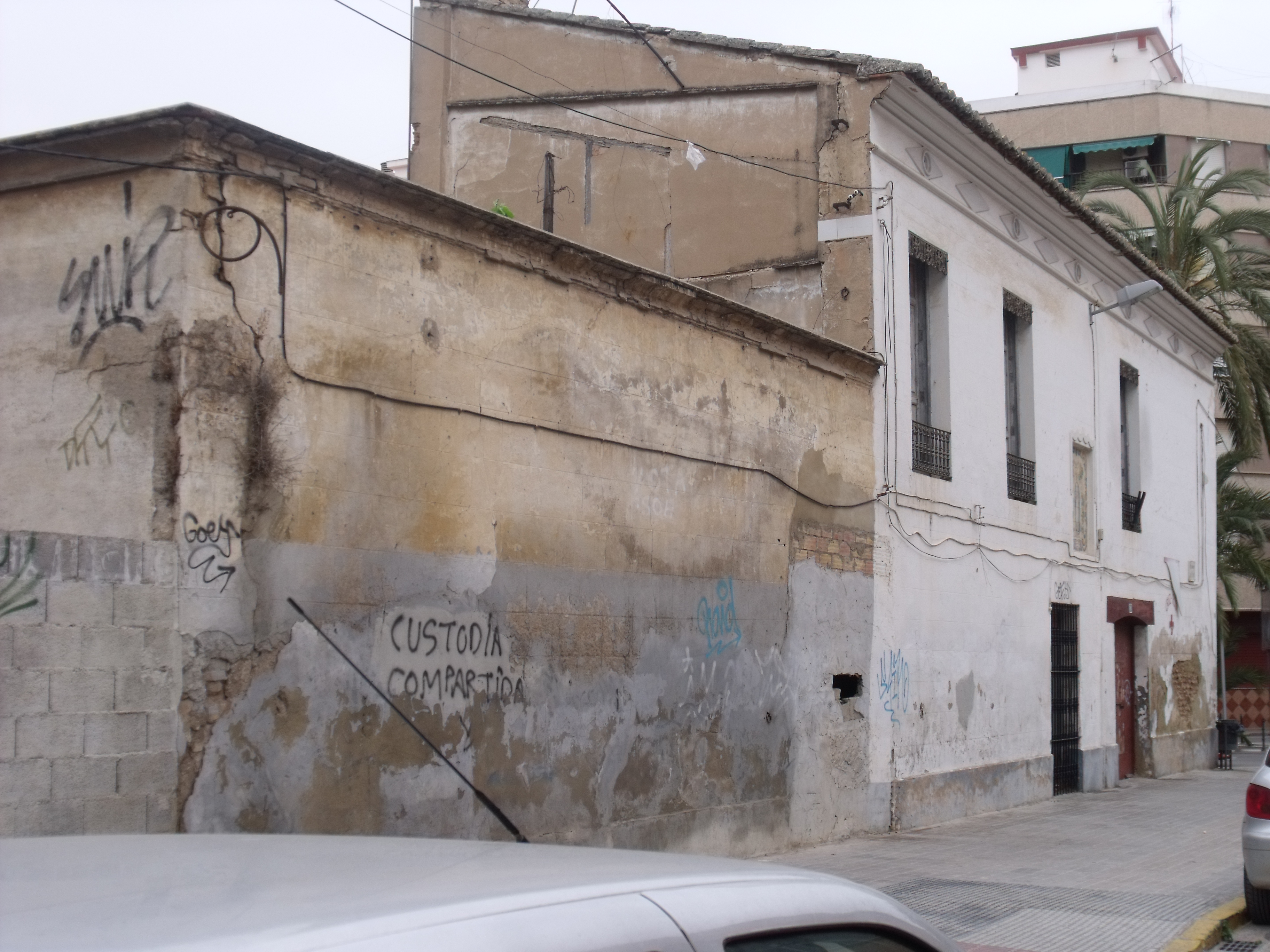
Alqueria del Pi, Alfafar

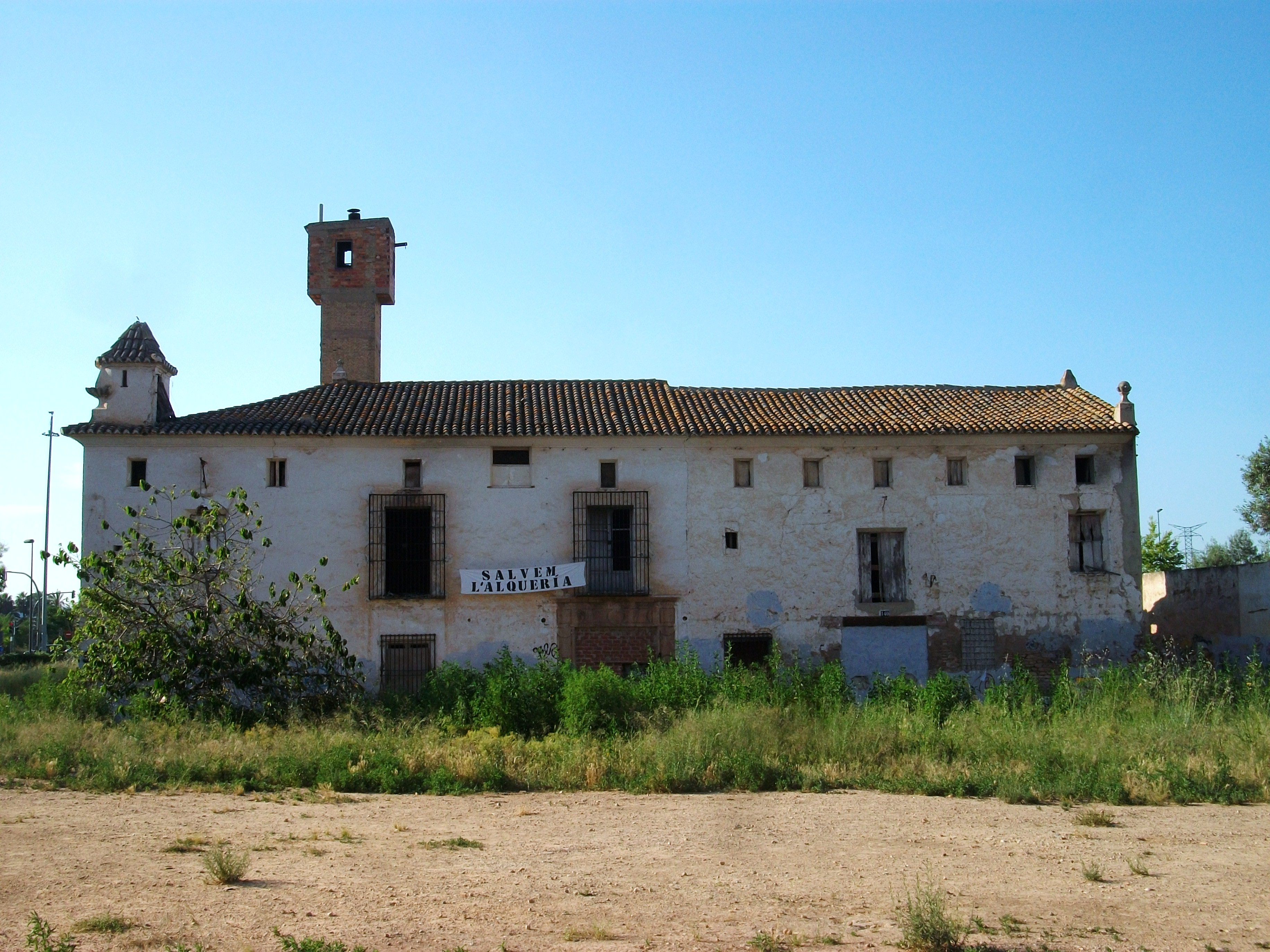
Alqueria de Falcó, Torrefiel

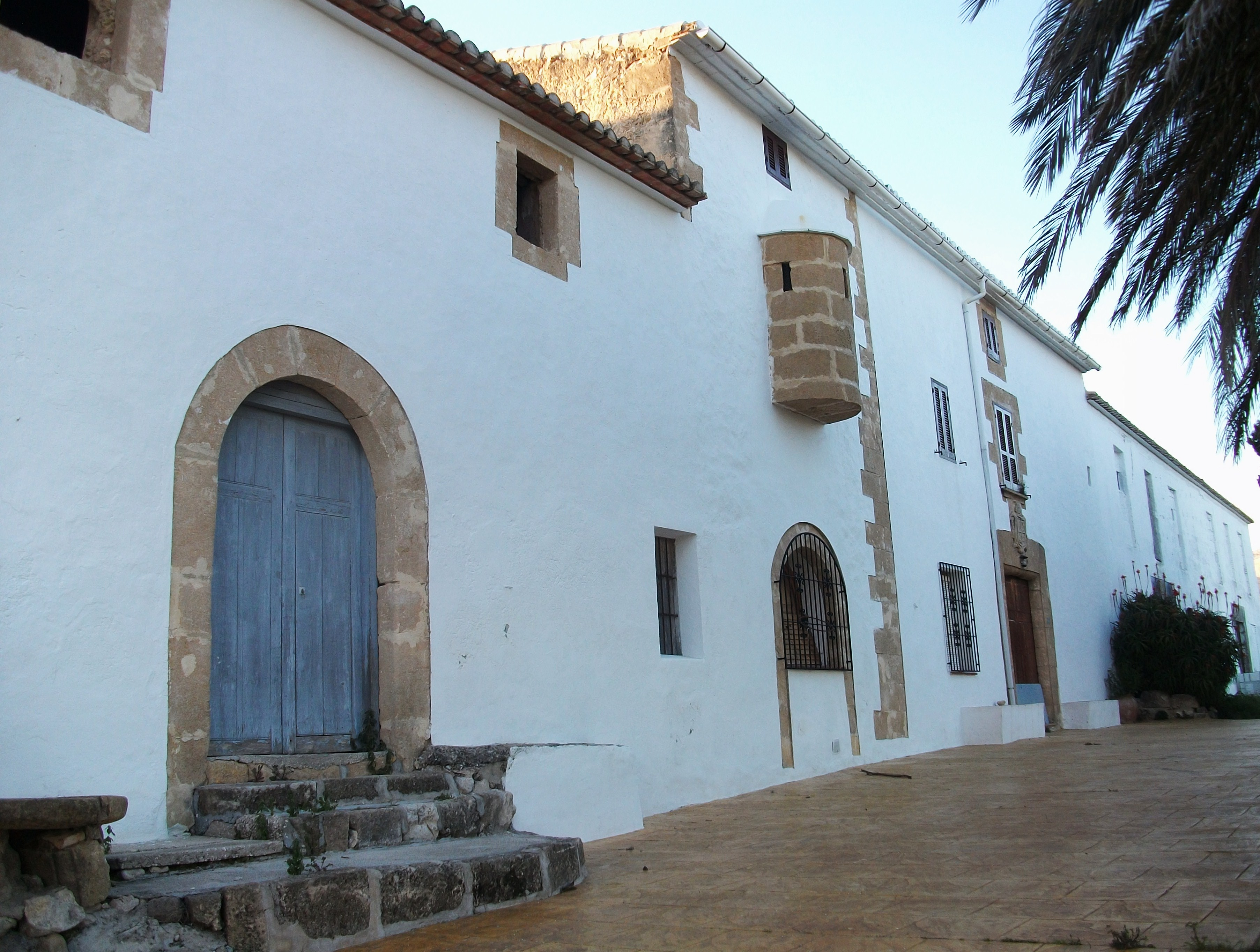
Casa fortificada de Benitzaina

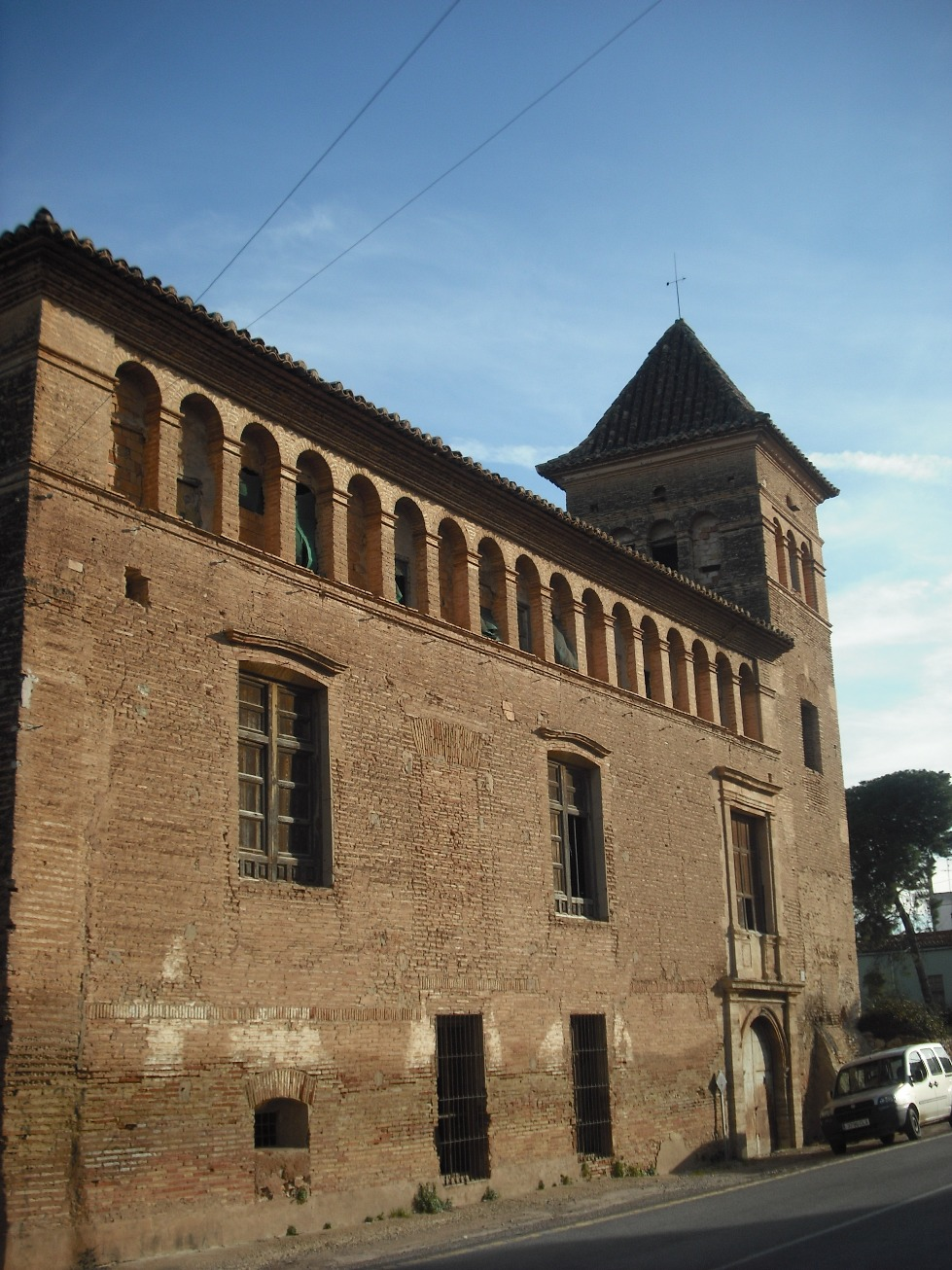
Casa de la Sirena

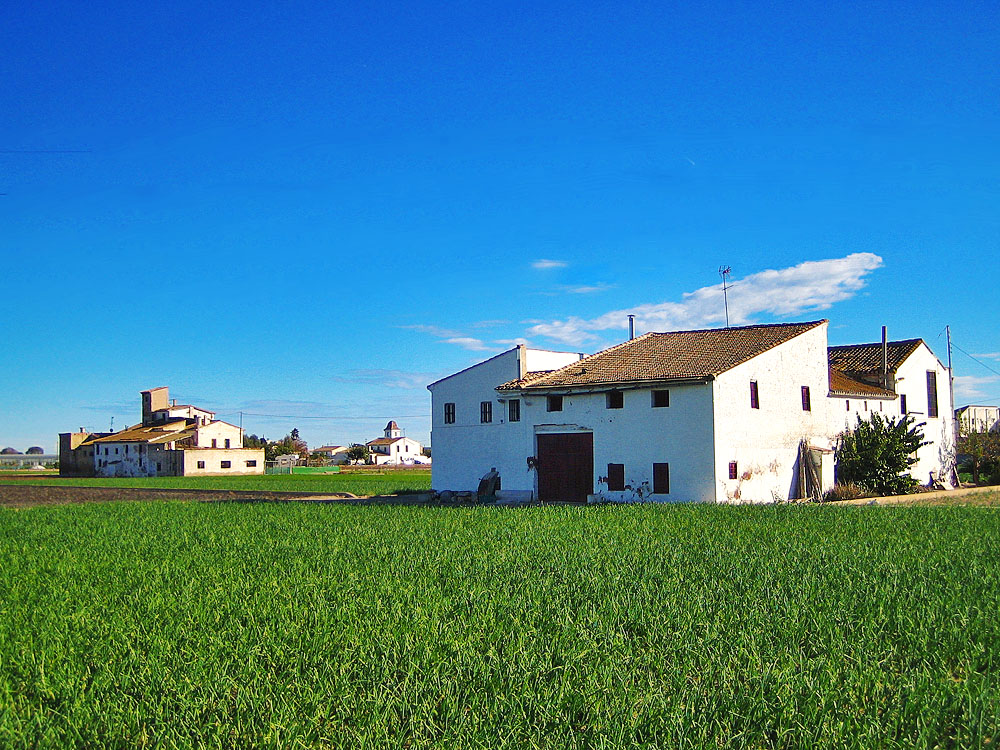
Alqueries i masies de l'Horta de València

Una alqueria és una casa de labors agrícoles i ramaderes situada lluny d'una població. Al final de l'edat mitjana, l'alqueria fortalesa evolucionà cap a l'alqueria senyorial. A l'Horta de València l'alqueria és un edifici de grans proporcions, amb grans camps de conreu, i de regadiu. Molts pobles del País Valencià han tingut als seus orígens una alqueria islàmica. Es distingeix l'alqueria de la masia (explotació agrària en terreny de secà) i de la barraca, que correspon al minifundi.

## Alqueries més importants del País Valencià
| - Albotaina - Alqueria de Benibrai (Benibrai) - Alqueria de Benicadell - Alqueria de Falcó - Alqueria de Julià - Alqueria de la Murta (la Murta) - Alqueria de l'Aigua Fresca - Alqueria del Duc - Alqueria del Magistre - Alqueria del Moro - Alqueria del Pi (Alfafar) - Alqueria de Roca - Alqueria Fortificada El Trinquet - Alqueria fortificada Torre dels Pares - Alqueria Jordà - Alqueria Torre Borrero - Alqueries de Pellisser - Baselga - Beniafé - Benibéder (desapareguda). - Benicalaf de les Valls - Benicanena - Benimassot - Benitàer o l'Alqueria de Piamont. - Cairent - Calbet (alqueries i barraques). - Casa fortificada de Benitzaina o Alqueria de la partida de Benitzaina. - Casa de la Sirena - Castellet de Costurera - Crespins, alqueria propera a la torre de Crespins. - El Barxell - Espioca (Torre Espioca) - Fàrgolos - Farnals - Favara - Hort de Pontons - L'Alcaissia - l'Alcúdia - L'Alqueria Baixa - L'Alqueria Blanca - L'Alqueria de Descalç - L'Alqueria de Gil - L'Alqueria de Ferrís | - L'Alqueria de la Vellesa - L'Alqueria dels Capellans - L'Alqueria dels Frares - L'Alqueria de N'Aranda - L'Alqueria d'en Foixet - L'Alqueria de Sanç - L'Alqueria de Serra, de Dénia (Marina Alta). - L'Alqueria d'Estanya - L'Alqueria de Sobirà - L'Alqueria Nova - L'Alquerieta - L'Assoc - La Venta del Sombrerer - La Xarquia - Les Alqueries de Benifloret - Les Alqueries de Galceran Sanç - L'Olla - Maranyent - Martí Tallada - Masia i Torre de la Chirivilla (Sucaina) - Massalet - Masserof - Matada o l'Enclavat. - Materna - Mollà - Ninyerola - Paixarella - Pardines - Perenxisa - Parçons - Rascanya - Roseta - Ternils - Torre o alqueria de Carabona - Torre Bofilla - Traella - Trullars - Turballos - Vilella (Carcaixent) - Vilella (Sueca) - Xirillent - Xixarà |